# گی سیبروک
گِـی سیبروک (انگلیسی: Gay Seabrook؛ ‏ ۱ آوریل ۱۹۰۱ – ۱۸ آوریل ۱۹۷۰) بازیگر اهل ایالات متحده آمریکا بود.
از فیلم‌هایی که وی در آن نقش داشته‌است، می‌توان به ژست‌های مخاطره‌آمیز اشاره کرد.